# Parviz Tanavoli

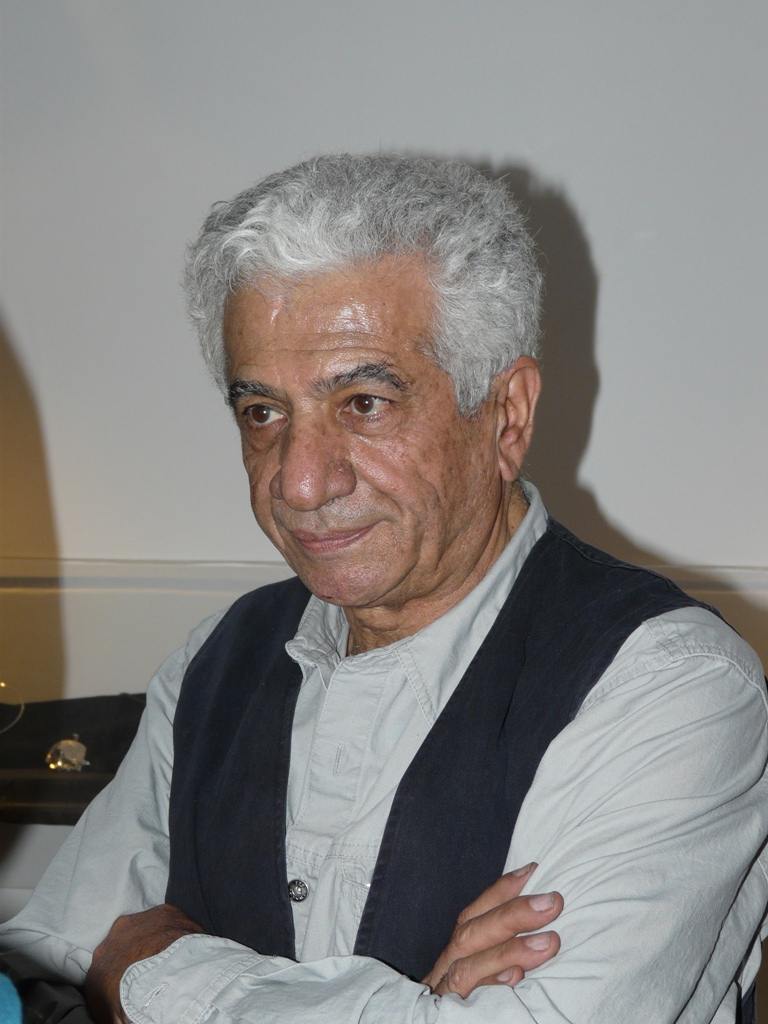
Parviz Tanavoli (2009).

Parviz Tanavoli (Teherán, 23 de marzo de 1937) es un escultor, pintor, académico y coleccionista de arte iraní. Vivió en Vancouver, Canadá, desde 1989.
Su obra fue subastada en todo el mundo, llevando a un total de ventas superior a los 6.7 millones de dólares, convirtiéndose en el artista iraní vivo más caro. Se lo conoce por sus heeches, representaciones tridimensionales de la palabra persa para 'nada', heech. Compuesto de tres caracteres persas en el estilo de nastaliq. Las tres letras he, ye y che se combinan para formar la palabra 'heech'.

## Carrera académica
Después de graduarse de la Academia de Brera de Milán, en 1959, Tanavoli enseñó escultura durante tres años en la Universidad de Arte y Diseño de Mineápolis. Tras regresar a Irán, asumió la dirección del departamento de escultura de la Universidad de Teherán, una posición que mantuvo durante 18 años, hasta 1979, cuando se retiró de las labores de enseñanza.

## Exposiciones
Su última exposición individual fue en el 2017 en el Museo de Arte Contemporáneo de Teherán basada en las obras y colección de leones. En 2015 el Museo Davis en la Universidad de Wellesley organizó la primera exposición individual de su obra en los Estados Unidos. En el 2003 tuvo una gran retrospectiva en el Museo de Arte Contemporáneo de Teherán. Antes  había organizado exposiciones individuales en Austria, Italia, Alemania, Estados Unidos y Reino Unido. Sus obras han estado en exposiciones grupales a nivel internacional. 
Su obra ha sido exhibida en la Tate Modern, el Museo Británico, el Museo Metropolitano de Arte, la Galería de Arte Grey de la Universidad de Nueva York, el Centro de la Ciudad de Isfahán, la colección de Nelson Rockefeller de Nueva York, el Parque Olímpico de Seúl en Corea del Sur, el Museo Real de Jordania, el Museo de Arte Moderno de Viena, el Museo de Arte Moderno de Nueva York, el Centro de Arte Walker de Mineápolis, la Universidad Hamline de Saint Paul y la Universidad de Shiraz de Irán.

## Influencias
Pertenece al grupo de artistas Saqqakhana que, según el académico Karim Emami, comparten la estética popular. Estuvo influido en gran medida por la historia de su país y de la cultura y las tradiciones (una vez fue asesor cultural de la Reina de Irán) y siempre estuvo fascinado con la cerrajería.

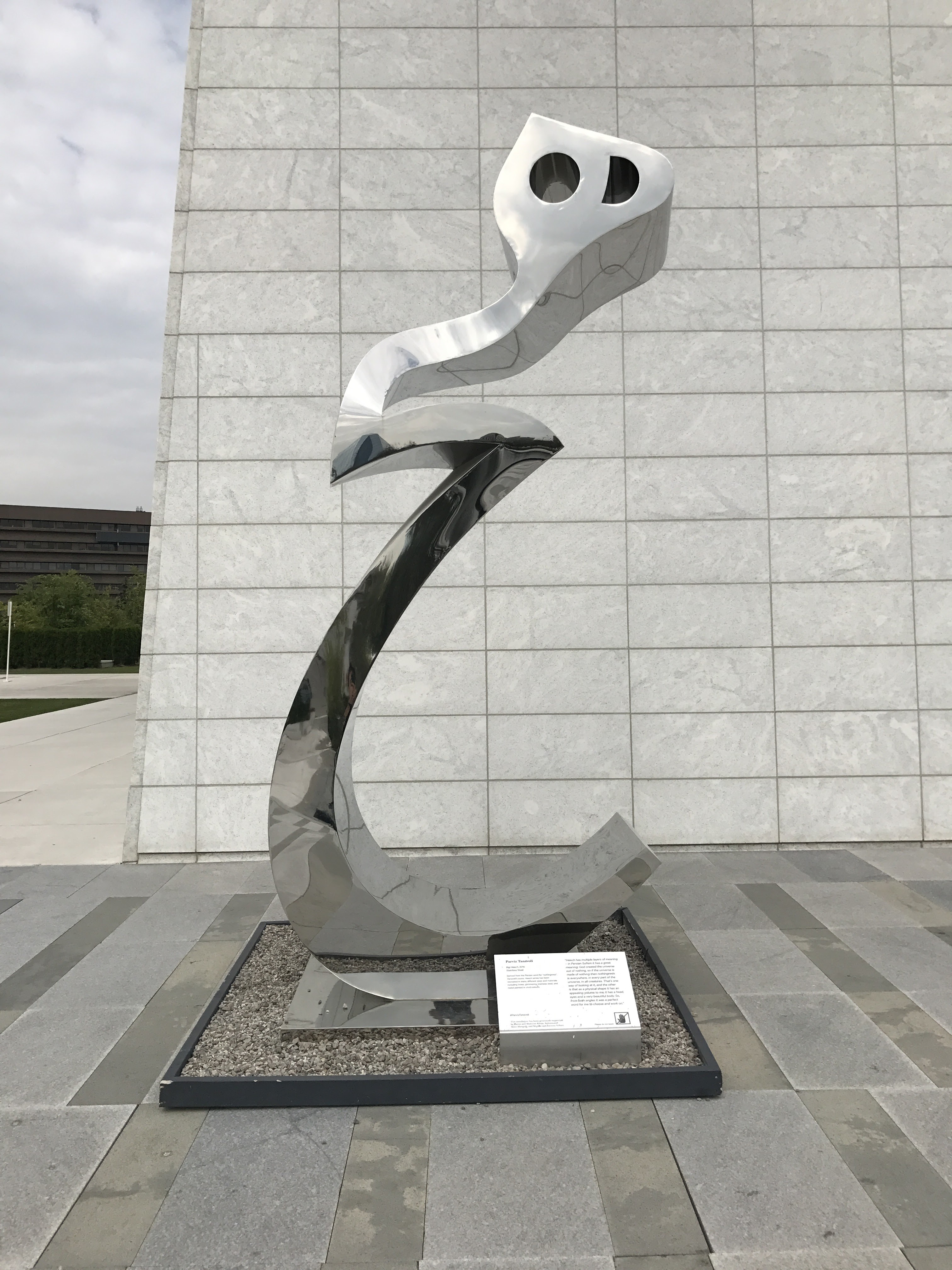
Parviz Tanavoli (Iranian, b. 1937) Bronze, Agha Khan Museum in Toronto (Canadá)

## Política y arte
En 2005, creó una pequeña escultura denominada Heech en una jaula para protestar contra las condiciones de los prisioneros por los estadounidenses en el centro de detención de Guantánamo y en 2006 comenzó a trabajar en su pieza para honrar a las víctimas de la guerra del Líbano.
Un día antes de que Tanavoli tuviera que hablar en el Museo Británico, las autoridades de Irán confiscaron su pasaporte, lo que le impedía salir del país. Por teléfono desde Teherán, Tanavoli explicó que «no hice nada malo. Me pasé el día entero en la oficina de pasaportes, pero nadie me dijo nada, ni de nadie en el aeropuerto. Yo no soy una persona política, soy simplemente un artista».

## Representación en el cine
El documental «Parviz Tanavoli: Poetry in Bronce», publicado en el año 2015 relata la extraordinaria historia de Tanavoli del camino de la creación que comenzó en Irán en la década de 1950 y se ha extendido por tres continentes durante más de la mitad de un siglo. Dirigido por Terrence Turner y producido por Timothy Turner y Tandis Tanavoli, el documental presenta entrevistas exclusivas con Tanavoli y figuras destacadas en el mundo del arte internacional que aclaran la aparición y auge de este extraordinario artista que continúa a este día para volver a Irán de su hogar adoptivo en Canadá para enseñar a los artistas jóvenes en potencia.